# Fort Good Hope
Fort Good Hope – miejscowość w Kanadzie, w Terytoriach Północno-Zachodnich. Według danych na rok 2016 liczyła 516 mieszkańców.